# Muchammad Sagitowitsch Rachimow

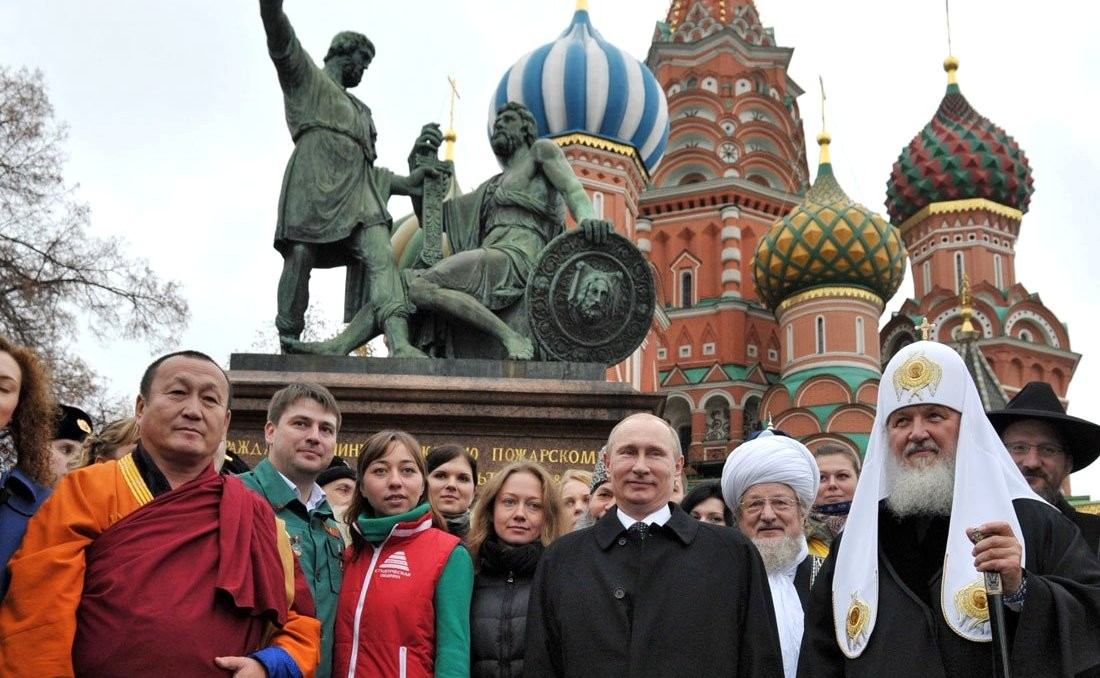
Vertreter der traditionellen Religionen – Pandito Hambo-Lama Damba Ajuschejew, Muchammad Rachimow, Talgat Tadschuddin, Kyrill I., Berel Lazar – zusammen mit Wladimir Putin am Tag der Einheit des Volkes (2012) vor dem Minin-und-Poscharski-Denkmal vor der Basilius-Kathedrale auf dem Roten Platz in Moskau.

Muchammad Sagitowitsch Rachimow (russisch Мухаммад Загитович Рахимов; wiss. Transliteration Muchammad Zagitovič Rachimov; * 18. März 1956 in dem Dorf Sretenka, Oblast Frunse, Kirgisische SSR, Sowjetunion) ist ein russischer Mufti. Er ist seit 2010 Vorsitzender und damit Mufti der Geistlichen Verwaltung der Muslime der Region Stawropol, einer religiösen Organisation der Muslime von Karatschai-Tscherkessien und Stawropol.
Er war das Oberhaupt einer der vier großen muslimischen Dachorganisationen in Russland, der 2010 „auf Wunsch der Regierung“ gegründeten Russischen Vereinigung des islamischen Einvernehmens (Rossijskaja assozijazija islamskowo soglassija / Российская ассоциация исламского согласия / Rossijskaja associacija islamskogo soglasija) ein Amt, das er 2013 niederlegte.
Er entstammt einer karatschaisch-tatarischen Ehe. In den Jahren 1990 bis 2006 wirkte er als Imam im Rajon Ust-Dscheguta, Karatschai-Tscherkessien. Im Jahr 2006 leitete er die Hauptmoschee in Pjatigorsk. Er hatte zunächst Ingenieurwissenschaften studiert. Von 1983 bis 1988 studierte er in Buchara, Usbekische SSR,  an der Madrasa Mir-i-Arab, wo er zusammen mit Achmad Kadyrow (1951–2004), dem Mufti Tschetscheniens, studierte.